# Rechteckschwingung
Das Rechtecksignal bzw. die Rechteckschwingung bezeichnet ein periodisches Signal, das zwischen zwei Werten hin und her schaltet und in einem Diagramm über der Zeit einen rechteckigen Verlauf aufweist. Es kann unipolar oder bipolar auftreten.
Das Rechtecksignal gehört bei der Klangerzeugung in Synthesizern zu den Grundformen und weist einen „hohlen“ Klangcharakter auf.

Gegenüberstellung der elementaren Schwingungsformen

Signale mit ideal rechteckigem Verlauf existieren nur theoretisch. In der Realität können die Flanken nicht senkrecht ansteigen und somit einen unendlich steilen Sprung ausführen; den stattdessen realen Sprung beschreiben die Anstiegs- und Abfallzeiten. Unter anderem wegen des kapazitivem und induktiven Verhaltens der Übertragungsleitungen weist ein Rechtecksignal häufig auch Unter- und Überschwingen auf.
Gemäß Fourieranalyse erweist sich eine Rechteckschwingung als sinusförmige Grundschwingung mit Oberschwingungen, siehe Fourierreihe#Rechteckpuls. Dabei beeinflusst der Tastgrad der Rechteckschwingung den Anteil der Oberschwingungen und auch den Gleichwert.
Bei Verwendung einer Rechteckschwingung als Taktsignal ist der Wert des Tastgrads unerheblich, wenn nur auf eine Flanke synchronisiert wird.

## Erzeugung
Ein rechteckförmiges Signal erzeugt man entweder mit einem astabilen Multivibrator, allgemein mit einem Rechteckgenerator, oder aus einer anderen Signalform mittels eines Schmitt-Triggers.
Ein zusätzlich zeitlich symmetrisches Signal erhält man bei stabiler Frequenz durch Frequenzhalbierung. Bei Übertragung als Wechselspannung (also ohne einen Gleichanteil) ist eine zeitlich symmetrische Rechteckspannung auch in der Spannungshöhe symmetrisch.
Auch Quarzoszillatoren geben meistens eine Rechteckschwingung ab, die zum Beispiel als Taktsignal für einen Mikroprozessor verwendet wird. Der Schwingquarz selbst führt dabei jedoch eine Sinusschwingung aus.
Davon abweichende Formen (zum Beispiel für Messzwecke) werden heute mit Funktionsgeneratoren mittels direkter digitaler Synthese (DDS) erzeugt.

## Eigenschaften
Rechtecksignale sind durch folgende Eigenschaften charakterisiert:
- Frequenz bzw. Periodendauer
- Tastgrad: Er beträgt bei einer symmetrischen Rechteckschwingung 50 % und kann sonst im Bereich zwischen 0 und 100 % liegen.
- Anstiegs- und Abfallzeit: Rechteckschwingungen mit hoher Flankensteilheit enthalten besonders viele Oberschwingungen (siehe unten Fourieranalyse)
- Low- und High-Pegel (zum Beispiel unipolar mit 0 und 5 Volt bei TTL-Schaltungen)

Eine weitere Eigenschaft in der Digitaltechnik ist der Jitter, d. h. die zwischen den Impulsen auftretenden Zeitabweichungen bzw. die Frequenzschwankungen.

## Verwendung
Rechtecksignale sind die Grundlage der digitalen Signalverarbeitung. Rechteckschwingungen (d. h. periodische Rechtecksignale) treten u. a. auf:
- als Taktsignal für digitale Prozessoren und Controller
- als pulsdauermoduliertes Signal bei Sensoren, Digital-Analog- und Analog-Digital-Umsetzern, Schaltreglern und Schaltnetzteilen sowie Klasse-D-Audioverstärkern
- als Testsignal an Oszilloskopen zum Abgleich der Frequenzkompensation der angeschlossenen Messspitzen
- am Ausgang von Impuls- und Funktionsgeneratoren für Laborzwecke
- in Synthesizern als eine der Grundschwingungsformen, häufig mit einstellbarer Pulsweitenmodulation
- als einfaches, digital erzeugbares Tonsignal (z. B. Signaltöne bei Geräten, Kinderspielzeug)

## Spektrale Betrachtung
Die Rechteckschwingung mit einer einzigen Frequenz kann auch als Summe von unendlich vielen einzelnen Sinusschwingungen mit diskreten Frequenzen angesehen werden.

### Fourieranalyse
Die Fourieranalyse ermöglicht durch Anwendung mathematischer Verfahren die Zerlegung eines Signals in Sinus- und Kosinusfunktionen. Unter der Voraussetzung eines idealen und symmetrischen Rechtecksignals ohne Gleichanteil ergibt sich folgende Fourierreihe:
{\displaystyle f(t)={\frac {4h}{\pi }}\left[\sin(\omega t)+{\frac {1}{3}}\sin(3\omega t)+{\frac {1}{5}}\sin(5\omega t)+\dotsb \right]={\frac {4h}{\pi }}\sum _{k=1}^{\infty }{\frac {\sin((2k-1)\omega t)}{2k-1}}}
mit dem Scheitelwert {\displaystyle h} der Rechteckschwingung, deren Grundfrequenz {\displaystyle f} bzw. Grund-Kreisfrequenz {\displaystyle \omega =2\pi f} und der Zeit {\displaystyle t}. Die Formel zeigt, dass das Frequenzspektrum eines symmetrischen Rechtecksignals ausschließlich aus ungeradzahligen Harmonischen besteht. Diese diskreten Frequenzen und ihre Amplituden werden dementsprechend auch an einem Spektrumanalysator angezeigt, wenn man eine Rechteckschwingung anlegt. Die Amplituden der Oberschwingungen nehmen mit steigender Frequenz ab. Je steiler und schärfer die Rechteckschwingung ist, desto höher reichen die Harmonischen auf der Frequenzskala.

### Fouriersynthese

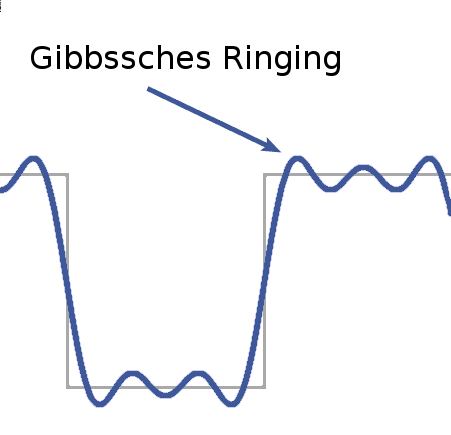
Gibbssches Phänomen bei einer Rechteckschwingung

Wird nun der Prozess umgekehrt und eine Fouriersynthese ausgeführt, dann ist das Resultat natürlich kein ideales Rechtecksignal, denn solche lassen sich in der Praxis nicht erreichen. Wegen des Fehlens der in der Praxis nicht übertragbaren hohen Frequenzanteile würde man an den Sprungstellen eine Verrundung erwarten. Aber es entsteht kein Rechtecksignal mit abgerundeten Ecken – die Fourierreihenentwicklung führt vielmehr zu einer Signalform, bei der das Signal vor und hinter den Sprungstellen unter das untere (gedachte) Impulsdach taucht und über das obere (gedachte) Impulsdach hinausschießt und in einer gedämpften Schwingung ausklingt. Auch wenn man sehr hohe Frequenzanteile benutzt, verschwindet das Überschwingen nicht – die maximale Schwingungsamplitude des Überschwingens bleibt gleich.
Diese Erscheinung wird als Gibbssches Phänomen bezeichnet und darf nicht mit dem bereits erwähnten Unter- und Überschwingen verwechselt werden, wird aber dennoch oft ebenso bezeichnet.
Um sich bei der Synthese aus harmonischen Schwingungen an ein reales Rechtecksignal ohne Überschwingen und mit endlichen Flanken sowie abgerundeten Ecken anzunähern (also das Gibbs-Phänomen wesentlich zu reduzieren), kann in der endlichen Reihe der Fourierentwicklung statt des letzten Gliedes ein sogenannter Lanczos Sigma Faktor eingeführt werden.

Demonstration zur Erzeugung einer Rechteckschwingung durch Überlagerung von Sinusschwingungen (Fouriersynthese)